# مقاطعة بسكارا

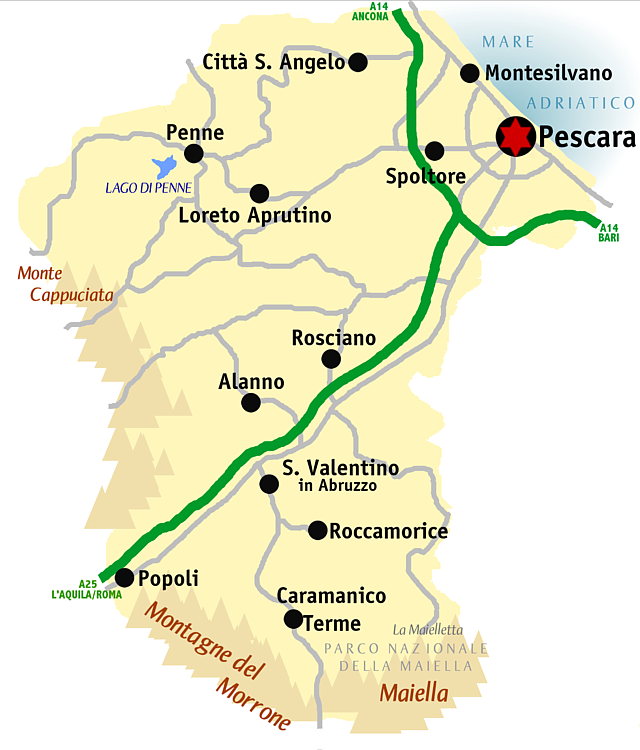
خريطة مقاطعة بسكارا

مقاطعة بسكارة أو بشكارة أو بسكارا (بالإيطالية: Provincia di Pescara)‏، مقاطعة جنوب وسط إيطاليا في إقليم أبرُتسة، وعاصمتها هي مدينة بسكارا. ويبلغ مجموع سكانها 310.863 وتبلغ مساحتها 1224 كيلومتر مربع وبها 46 من مدينة وبلدة وقرية. تطل على البحر الأدرياتي من جهة الشمال الشرقي. تحدها من جهة الشمال مقاطعة تِرامة ومن الشرق مقاطعة كييتي ومن الجنوب الغربي مقاطعة لكويلة.
- أهم المدن بعد العاصمة بسكارا هي مدينة مونتيسيلفانو ذات 45.324 ساكن.

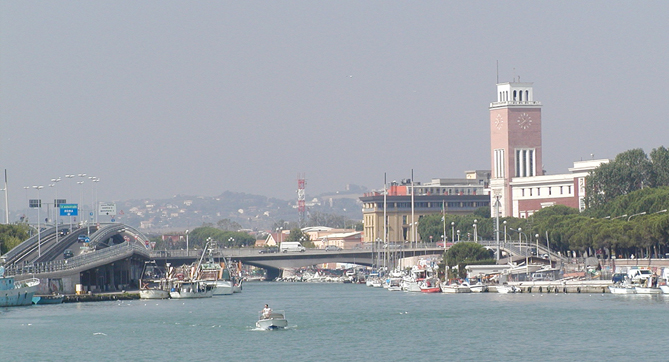
ميناء بسكارا وعلى اليمين برج البلدية
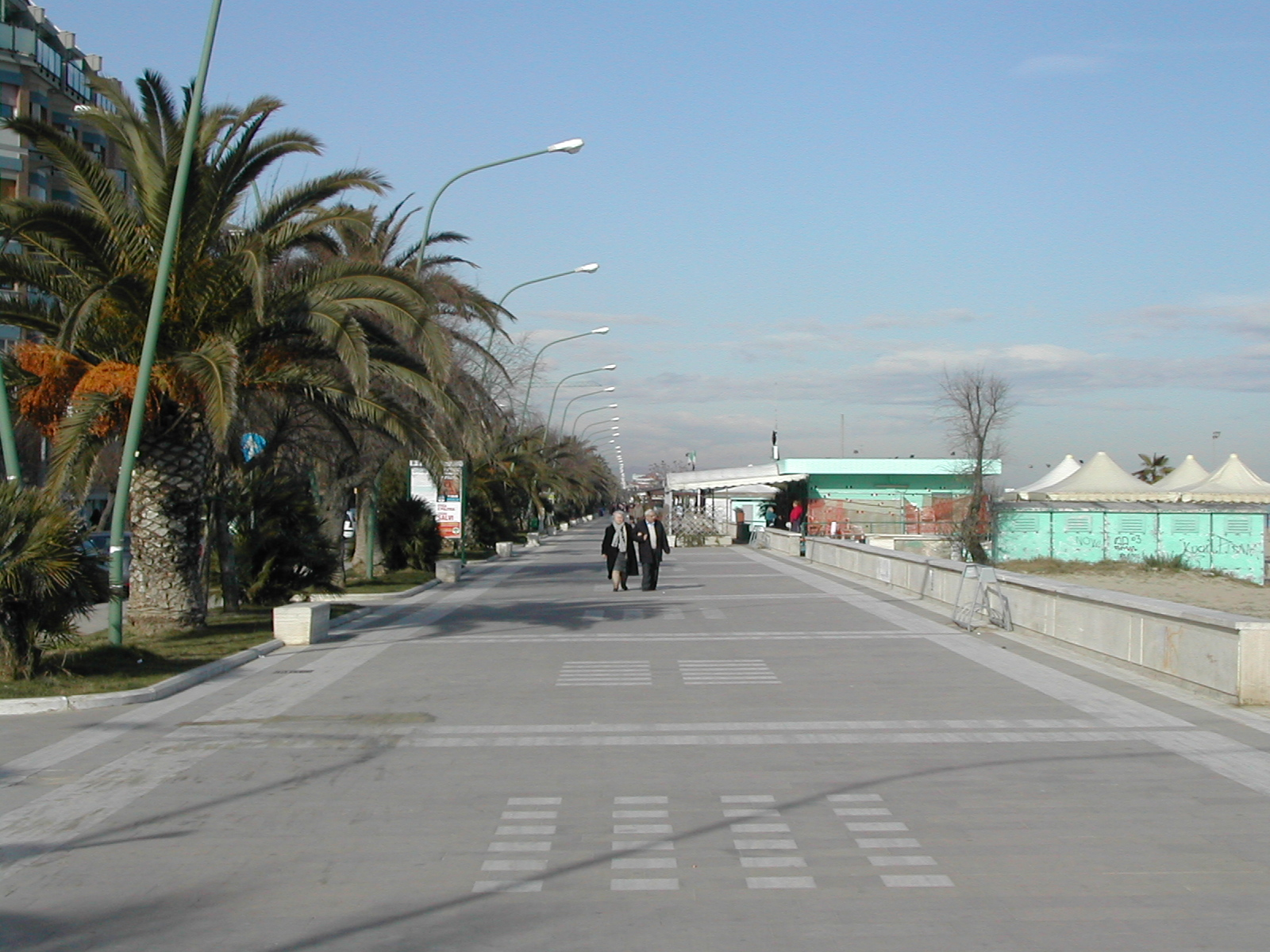
الريفييرا الشمالية - بسكارا
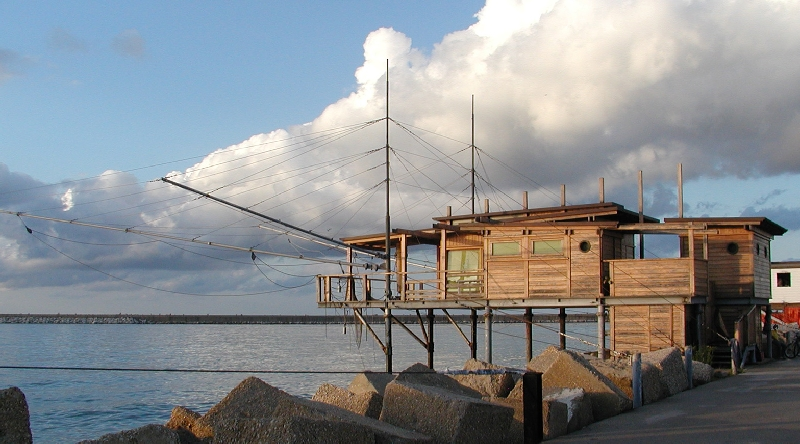
مصائد الترابوكو - بسكارا
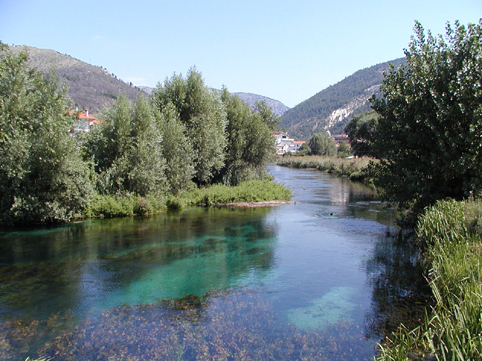
نهر بسكارا
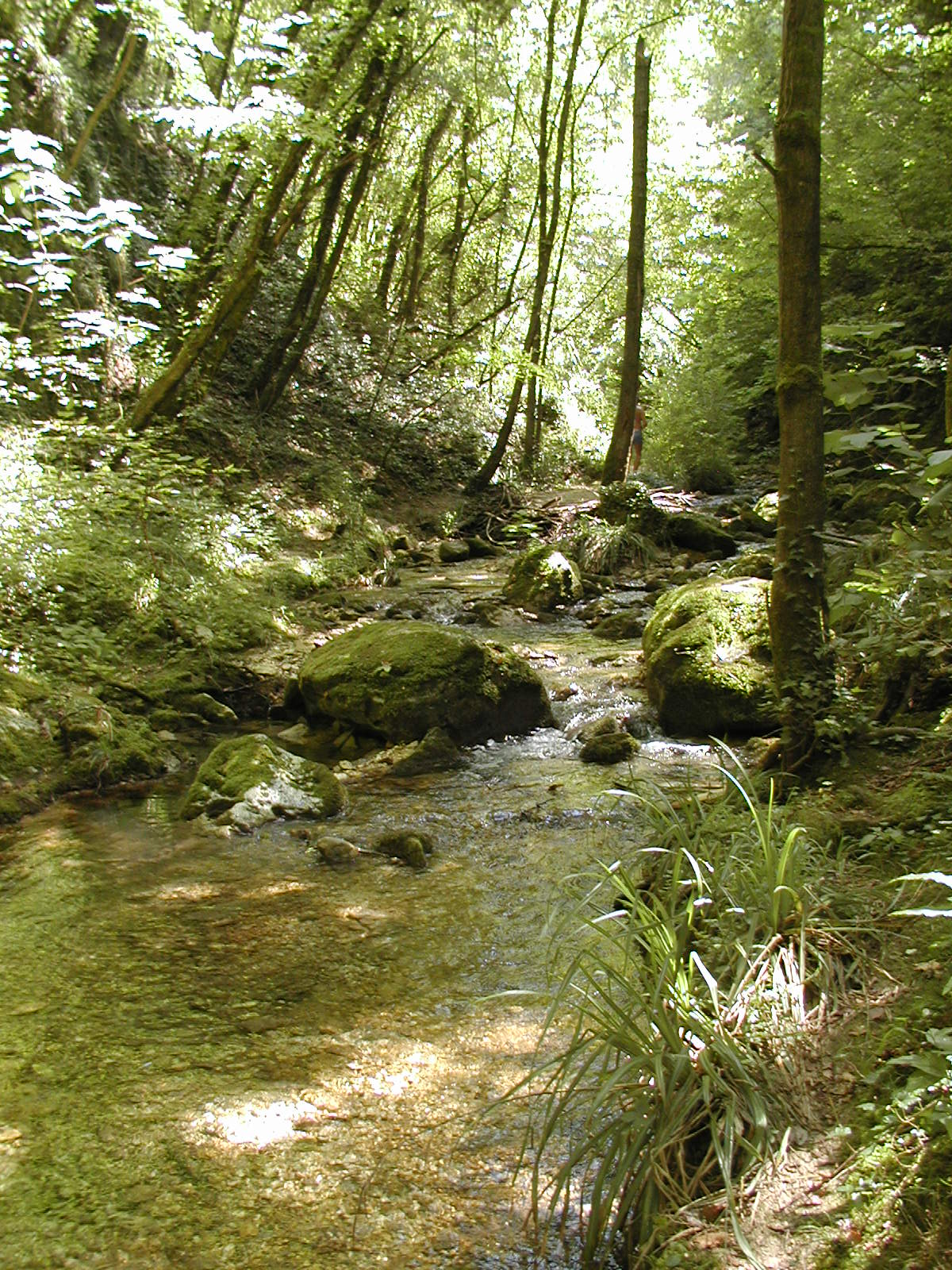
نهر أورفينتو